# 다운 증후군
다운 증후군(Down Syndrome), 또는 21번 삼염색체성(Trisomy)은 유전병의 일종으로, 21번 염색체가 정상보다 많이 발현될 경우에 나타나는 질병이다. 다운 증후군은 신체적 발달의 지연을 일으키며 안면 기형과 지적 장애를 동반한다. 다운 증후군을 가진 청소년의 평균 지능 지수는 낮은 편이다. 따라서 낳기를 거부하는 사람들이 많다.
다운 증후군을 가진 부모의 염색체는 대부분 정상이지만 잉여 염색체가 확률에 의해 추가 발현하게 된다. 20세 산모에게서 0.1%의 확률을 보이지만 45세에 이르러 3%의 가능성을 보이게 된다. 후천적, 환경적으로 인한 영향에 대해서는 알려진 바가 없다. 다운 증후군은 산모가 임신 도중에 태아 산전 진단을 통하여 확인할 수 있으며 출산 후 직접적인 유전자 검사를 통해 판별받는다.
다운 증후군의 치료에 대해서는 알려진 바가 없으며 교육과 유복한 환경이 삶의 질을 향상시키는데 도움이 되는 것이 입증되었다. 몇몇 다운 증후군 어린이들은 다른 다운 증후군 어린이들과는 달리 더 높은 학습능력을 갖는 것으로 나타났으며 일부 소수는 고등학교를 졸업하고 대학에 진학한 것으로 알려져 있다. 선진화된 국가에서 의학 기술로 기대 수명을 50 ~ 60세까지 올리는 것이 가능하다.
다운 증후군은 인간의 가장 흔한 삼염색체성으로 알려져 있다. 1000명의 아기당 1명 꼴로 발현되며 2015년 한해에만 5백만명의 다운 증후군 유아가 발생했고 그로인해 27,000명이 사망했다.
병의 이름은 1866년에 이 병을 발견한 영국인 의사 존 랭던 다운의 이름을 따서 붙여졌다. 그 후 1838년 프랑스 의사 장 에티엔 도미닉 에스퀴롤과 1844년 미국의 에두아드 세귄에 의해 추가적인 병의 측면이 발견 되었고 1957년 다운 증후군이 제3의 21번 염색체로 발병한다는 것을 발견했다.

## 개요
다운 증후군은 1959년경 여분의 21번 염색체가 질환의 원인으로 밝혀졌다. 다운 증후군은 여러 합병증이 보고 되어 있다. 가장 흔한 증상으로는 선천성 심장 질환이 동반 되는 경우가 50%의 빈도로 나타나며 그 밖에 안면기형, 지능저하 등을 나타낸다. 염색체의 이상은 크게 전형적인 21번 염색체의 삼염색체형, 다른 염색체와의 전좌, 모자이크형으로 나뉜다. 감수분열 단계에서 부계나 모계 한쪽의 염색체가 분리 되지 않는 것이 원인으로 DNA 표시자를 이용한 연구를 통해 90% 이상이 어머니쪽 염색체 이상으로 보고되었다. 다운 증후군의 발병은 어머니의 나이와 직접적인 연관이 있다. 유전자의 과도한 발현은 일반적으로 임상증상을 보이지 않는 것으로 알려져 있으나 다운 증후군은 그 예외로서 21번 염색체의 과발현이 증후군에 특이적인 증상을 나타낸다. 이때문에 인간 염색체의 이수성(aneuploid)을 연구하는 데 중요한 단서를 제공하는 질환으로 연구되고 있다.
|  |  |

## 같이 보기
- 염색체
- 감수 분열
- 유전성 질환
- 형질전환